# Syzygium unipunctatum
Syzygium unipunctatum là một loài thực vật có hoa trong Họ Đào kim nương. Loài này được (B.Hyland) Craven & Biffin mô tả khoa học đầu tiên năm 2006.